# Tachypeza fennica
Tachypeza fennica är en tvåvingeart som beskrevs av Risto Kalevi Tuomikoski 1932. Tachypeza fennica ingår i släktet Tachypeza och familjen puckeldansflugor. Arten är reproducerande i Sverige. Inga underarter finns listade i Catalogue of Life.